# Кључ (биологија)
Кључ у биологији представља табелу за одређивање врсте живих бића.

## Детерминација
Кључеви могу бити посебна дела или се налазити у склопу стручних књига или радова. Пратећи карактеристике врсте коју је потребно детерминисати, врши се избор између датих случаја који се увек дају алтернативно. Дакле један представља „тезу“, а други „антитезу“. Свака теза преко броја са десне стране води до нова два случаја, односно до нове „тезе“ и „антитезе“. На тај начин се стиже до одређене таксономске категорије, односно коначне детерминације (прво до породице преко кључева за одређивање породице, онда до рода преко кључева за одређивање родова, а онда и врсте преко кључева за одређивање врста, а могуће је одређивати и ниже категорије).

## Пример
Кључ за одређивање породице реда Pinales
| 1а | Биљке без шишарки. Семе је појединачно, обавијено меснатим омотачем.                                                                                  |   |
| 1б | Биљке са дрвенастим, кожастим или бобичастим шишаркама.                                                                                               | 2 |
| 2а | Листови су игличасти, пршљенасто распоређени или љуспасти, наспрамно распоређени. Шишарке су ситне, кожасте, дрвенасте или бобичасте и са мало љуспи. |   |
| 2б | Иглице су распоређене спирално или у чуперцима. Шишарке су кожасте, дрвенасте са много љуспи.                                                         | 3 |
| 3а | Шишарке су дуже од своје ширине. Плодне и заштитне љуспе су јасно одвојене. Плодне љуспе су веће, носе по два семена заметка.                         |   |
| 3б | Шишарке су округласте. Фертилне и стерилне љуспе су углавном срасле, носе 2-9 семених заметака.                                                       |   |

Кључ за одређивање потпородице породице 
| 1а | Биљке без кратких изданака. Иглице су спирално распоређене.                                                                               |   |
| 1б | Биљке са кратким и дугим изданцима. | 2 |
| 2а | Кратки изданци су 1-2 и у пазуху су одрвенелих, спирално распоређених љуспастих листића. у рукавцу кратког изданка су 2-5 иглица.         |   |
| 2б | Кратки изданци су дуги око 5 mm, расту више година. на њима су иглице у чуперку до 40, а на дугим изданцима иглице су спирално распоређене. |   |

Кључ за одређивање родова потпородице 
| 1а | Зреле шишарке су усправне, осипају се. |   |
| 1б | Зреле шишарке висе, не осипају се. | 2 |
| 2а | Покровне љуспе вире између плодних љуспи. Отисци иглица мало истакнути, овални. |   |
| 2б | Покровне љуспе не вире између плодних љуспи. Лисни отисци су на јастучастим израштајима коре.                                                                                                  | 3 |
| 3а | Иглице су пљоснате, рашчешљане у два реда, имају танке петељке, дуге 8-15 mm. На врху су тупе, по ободу фино назубљене. Отисци иглица су полуокругласти. Шишарка дуга око 2,5 са кратком дршком. |   |
| 3б | Иглице су четвороугласте или спљоштене, без јасних петељки. Ожиљак иглице је ромбичан. |   |

Кључ за одређивање врста рода Abies
| 1а | Иглице на лицу без линија стома или само при врху са линијама стома.                         | 3 |
| 1б | Иглице на лицу са линијама стома до својих основа.                                           | 2 |
| 2а | Иглице 8-15 mm, на све стране одстојеће, круте, скоро четвртасте, при бази упадљиво проширене. |   |
| 2б | Иглице су дуге 45-65 mm, сабљасто савијене нагоре, рашчешљане у два реда.                      |   |
| 3а | Младе гране голе, све иглице су зашиљене. Пупољци су смоласти са тесно прилеглим љуспама.    |   |
| 3б | Младе гране су длакаве, пупољци без смола.                                                   | 4 |
| 4а | Младе гране су жутозелене, иглице нису рашчешљане, уперене су ка врху гране.                 |   |
| 4б | Младе гране су сиве или црвеномрке. Иглице су рашчешљане.                                    |   |

## Карактеристике добрих кључева
Описи треба да буду дијагностички (важе за све представнике једне групе и само за њих) и дискриминативни (одвајају једну групу од других), посебно када су у питању кључеви за врсте. Карактеристике које нису такве, не би требало да буду коришћене. Такође, не би требало користити негације. Описи који се користе треба да буду концизни и униформни где год је то могуће. 

## Примери литературе за детерминацију биљака
Примери литературе која се најчешће користи за детерминацију биљака: